# Образ Матері Божої Лопатинської
Матінка Божа Лопатинська - чудотворна ікона Богородиці, написана за переказами євангеліста луки в Єрусалимі на кришці стола святого сімейства, в Сіонській світлиці. Ця ікона є копією Матінки Божої Ченстоховської - найбільшої святині Польщі, яку було привезено до українського селища Лопатин, і згодом після численних чуд її стали називати чудотворною Матінкою Божою Лопатинською.

## Опис
Ікона виконана на дерев'яній панелі розмірами 122,2 x 82,2 x 3,5 см. Належить до типу Одигітрія. Отрок-Христос сидить на руках Богородиці, правою рукою Він благословляє, а лівою — тримає книгу. На іконі залишилися кілька порізів, отриманих, ймовірно, від удару шаблею.

## Історія образу Матері Божої Лопатинської
Копію чудотворної ікони в Ченстохові замовив ще в 1754 році пан Матей Нестоємський з Рідкова,що знаходиться біля Берестечка. Після того, як його в домі перед цим образом сталося безліч чуд, пан Нестоємський почав шукати почесне місце для цієї ікони. Його сім'я гаряче молилася в цьому намірені, і коли йому декілька раз приснився Лопатин і лопатинський костел, пан Нестоємський зрозумів, що Матінка Божа бажає бути в Лопатині. Того ж дня пан поїхав туди і порадившись з місцевою графинею Катериною Мнішек перевіз ікону у Лопатин.
5 липня 1756 року пан Нестоємський разом з дружиною, доньками та прислугою урочисто привезли образ Матінки Божої в Лопатин до місцевого палацу. Ікону спочатку помістили в капличці палацу, над якою лопатинський греко-католицький священник почав читати Євангеліє, а люди молилися. У той же день її занесли до римо-католицького костелу. 
8 квітня 1759 року образ був визнаний чудотворним і розміщений в головному вівтарі костелу. 12 травня цього ж року в Лопатин з навколишніх сіл прибуло безліч паломників. Це були прості прочани і священники, римо-католики і греко-католики. Цілий день люди молилися, співали пісні.

## Чуда і ласки Матері Божої Лопатинської
Починаючи з 13 травня 1759 року, містечко Лопатин стало одним з найбільш відомих прочанських місць найсвятішої Діви Марії. У 1770 році відбулася урочиста коронація образу за згодою Апостильської столиці. Його оправили в срібну раму, оздобили срібною короною і срібними шатами.  
З того часу тут відбулося багато чуд. До Лопатина йшли звідусіль хворі, сліпі, каліки, одержимі...Чуда ставалися вже на шляху до Лопатина, при перебуванні в самому містечку, перед образом найсвятішої Марії чи невеликим образком вдома, під час Служби Божої і Євхаристії.
1. ↑  Архівована копія. Архів оригіналу за 14 травня 2021. Процитовано 29 квітня 2020.{{cite web}}:  Обслуговування CS1: Сторінки з текстом «archived copy» як значення параметру title (посилання)
2. ↑  Архівована копія. Архів оригіналу за 26 червня 2020. Процитовано 29 квітня 2020.{{cite web}}:  Обслуговування CS1: Сторінки з текстом «archived copy» як значення параметру title (посилання)